# Národní park Buila-Vânturarița
Národní park Buila-Vânturarița (rumunsky Parcului Național Buila-Vânturarița) je s rozlohou necelých 42 km² nejmenším národním parkem v Rumunsku. Park, který byl vyhlášen v roce 2005, se rozkládá na krasovém masivu v jižním cípu pohoří Căpățâni. Jádro parku tvoří 14 km dlouhý vápencový hřeben, který strmě ční nad okolní krajinu. Díky specifickému krasovému reliéfu, který tvoří různé soutěsky, doliny, strmé svahy či jeskyně, je na tento hřeben obtížný přístup, čímž tvoří izolovaný ostrov na kterém se zachovalo množství vzácných živočichů a rostlin. Předmětem ochrany je tedy výjimečný krajinný celek s jedinečnou faunou a flórou, který doplňují různé kulturní a historické památky přímo na území nebo blízkém okolí národního parku.

## Poloha
Národní park leží v rumunském Valašsku v župě Vâlcea a je součástí pohoří Căpățâni (Jižní Karpaty). Jen pár kilometrů severovýchodně se nachází Národní park Cozia. Nejbližší velké město je Râmnicu Vâlcea ze kterého se lze dostat do výchozích vesnic v okolí parku.

## Popis
Dominantními vrcholy, podle nichž je národní park i pojmenován, jsou Buila (1849m) a Vânturarița (1885m), která je zároveň nejvyšším bodem na hřebeni. Mezi další zajímavé vrcholy patří Piatra (1643 m), která je od předchozích dvou oddělena sedlem Curmătura Builei (1540m). Nejseverněji je pak položen skalnatý vrchol Vioreanu (1866m) ze kterého hřeben klesá do sedla Curmătura Comarnice. V okolí hlavního hřebene se také nachází několik hlubokých soutěsek, z nichž Cheia (v překladu soutěska) je nejmohutnější soutěskou v Karpatech. Dalšími významné soutěsky jsou od západu: Bistrița, Costești a Olănești.
Protože se park rozkládá převážně na vápencovém území tak se zde nalézá i velké množství jeskyní z nichž 10 nejvýznamnějších je vedeno jako chráněné přírodní území.
Přes národní park vede několik turistických tras, přičemž dle údajů NP je vstup na území parku zpoplatněn. Přes hlavní hřeben vede cesta značená červeným kolečkem, ale je nutno zmínit, že místní terén je náročný a občas jde až o lezecký terén II. stupeň UIAA. Pro lezce je v parku vyčleněno několik lezeckých oblastí z nichž největší je v okolí soutěsky Cheia a obsahuje 76 značených lezeckých tras na 10 místech.

## Galerie

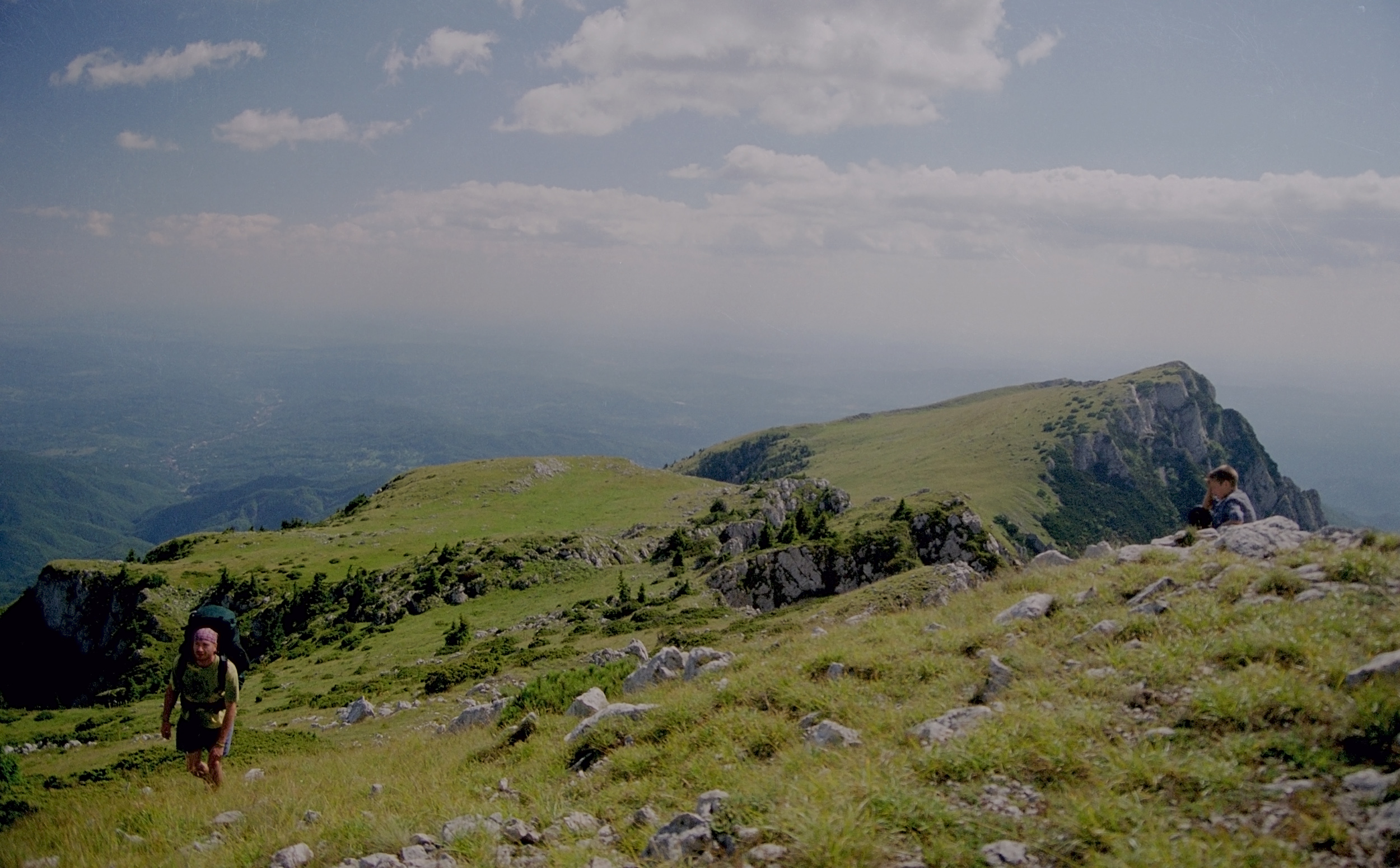
Národní park Buila-Vânturarița v pohoří Căpățâni
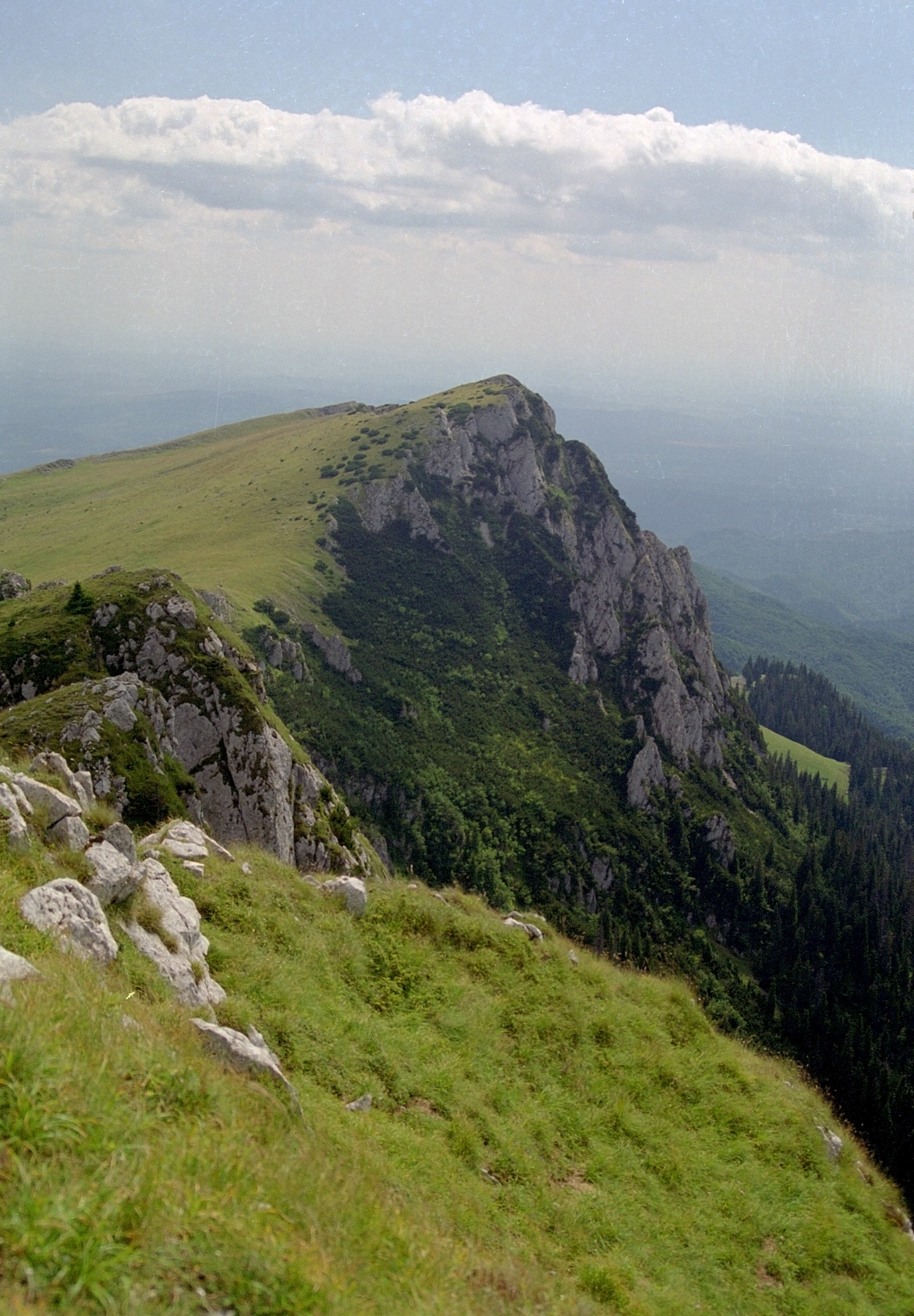
Národní park Buila-Vânturarița v pohoří Căpățâni
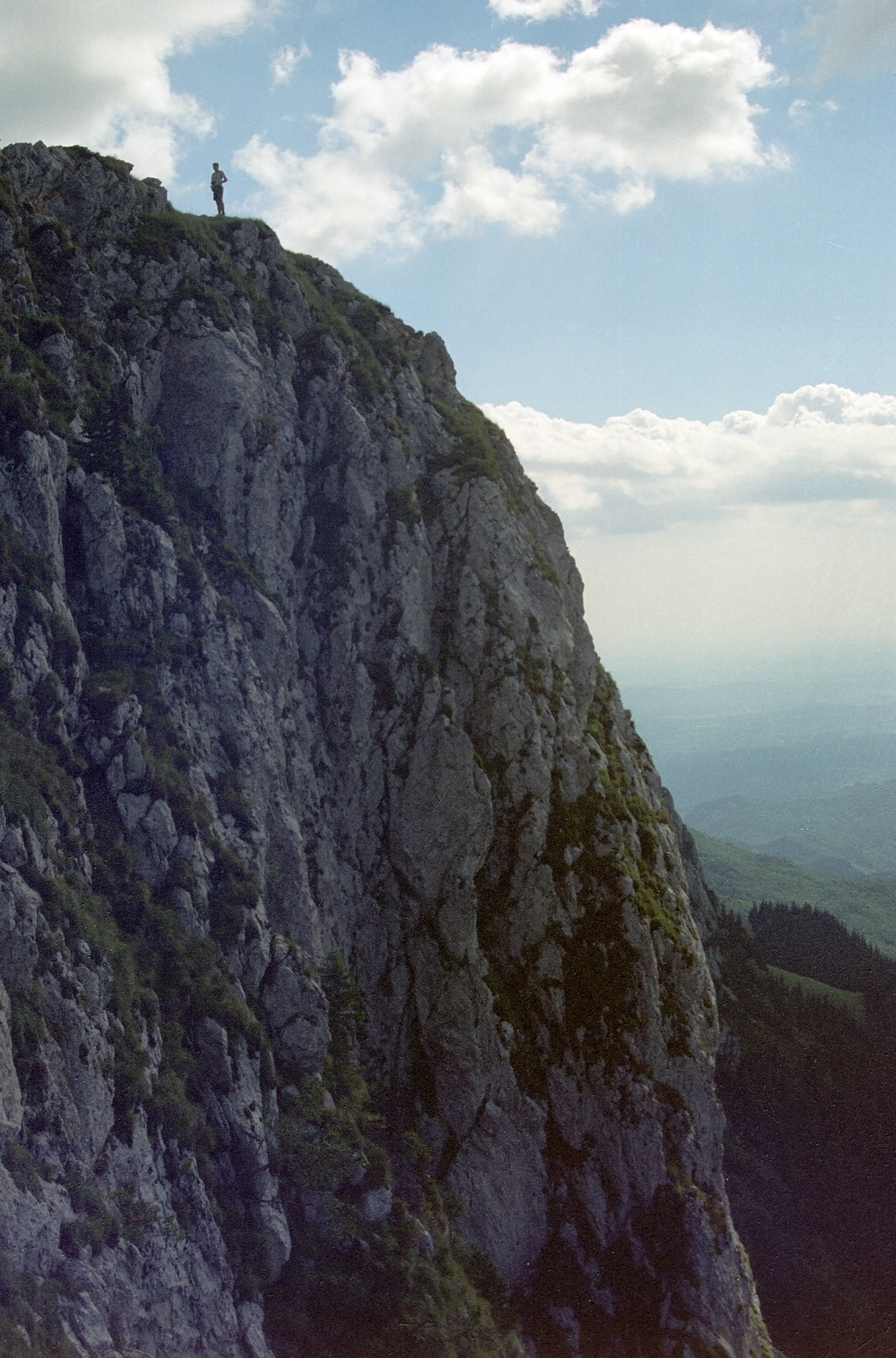
Národní park Buila-Vânturarița, vrchol Vânturarița (1885 m)
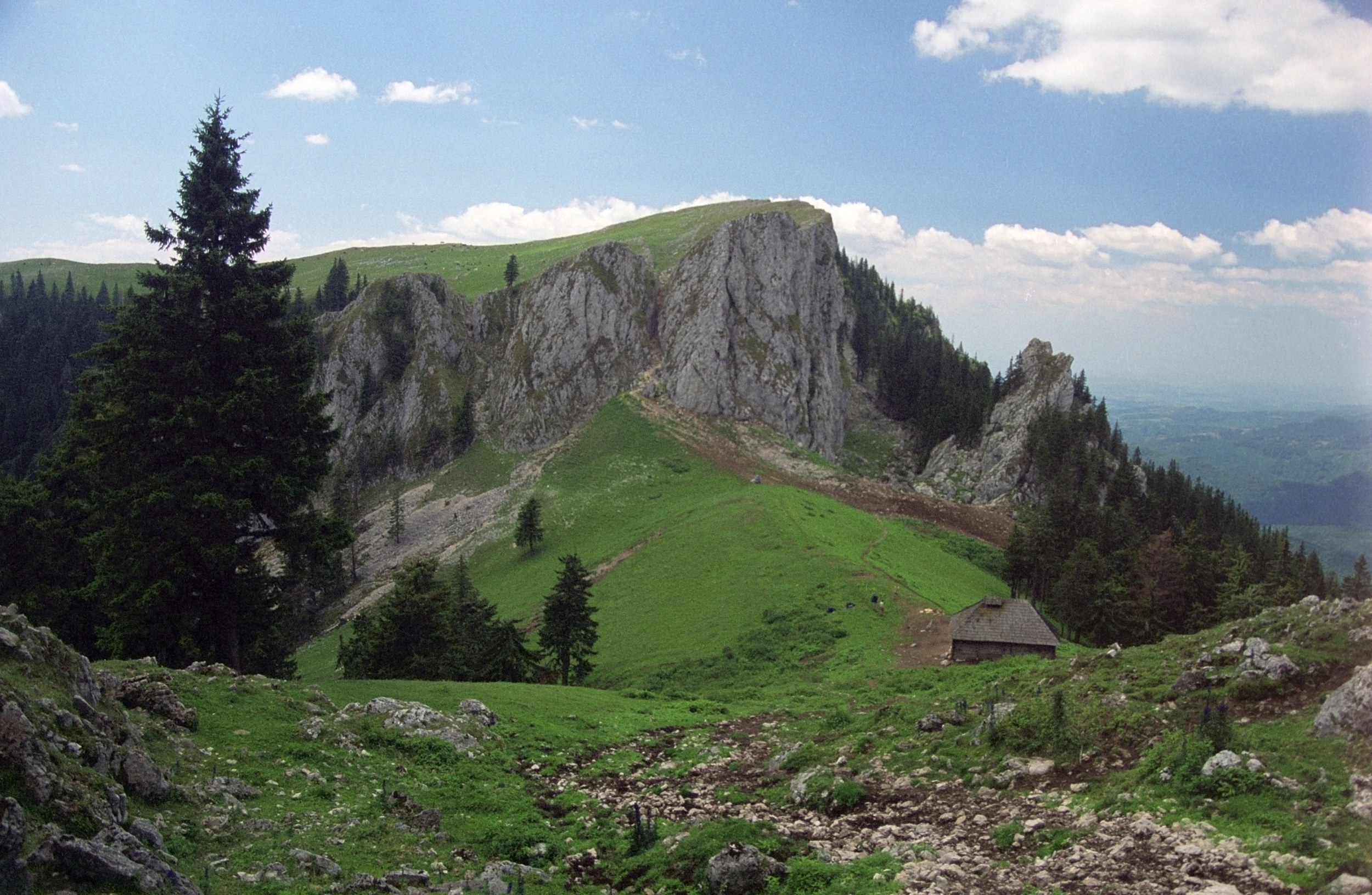
sedlo Curmătura Builei
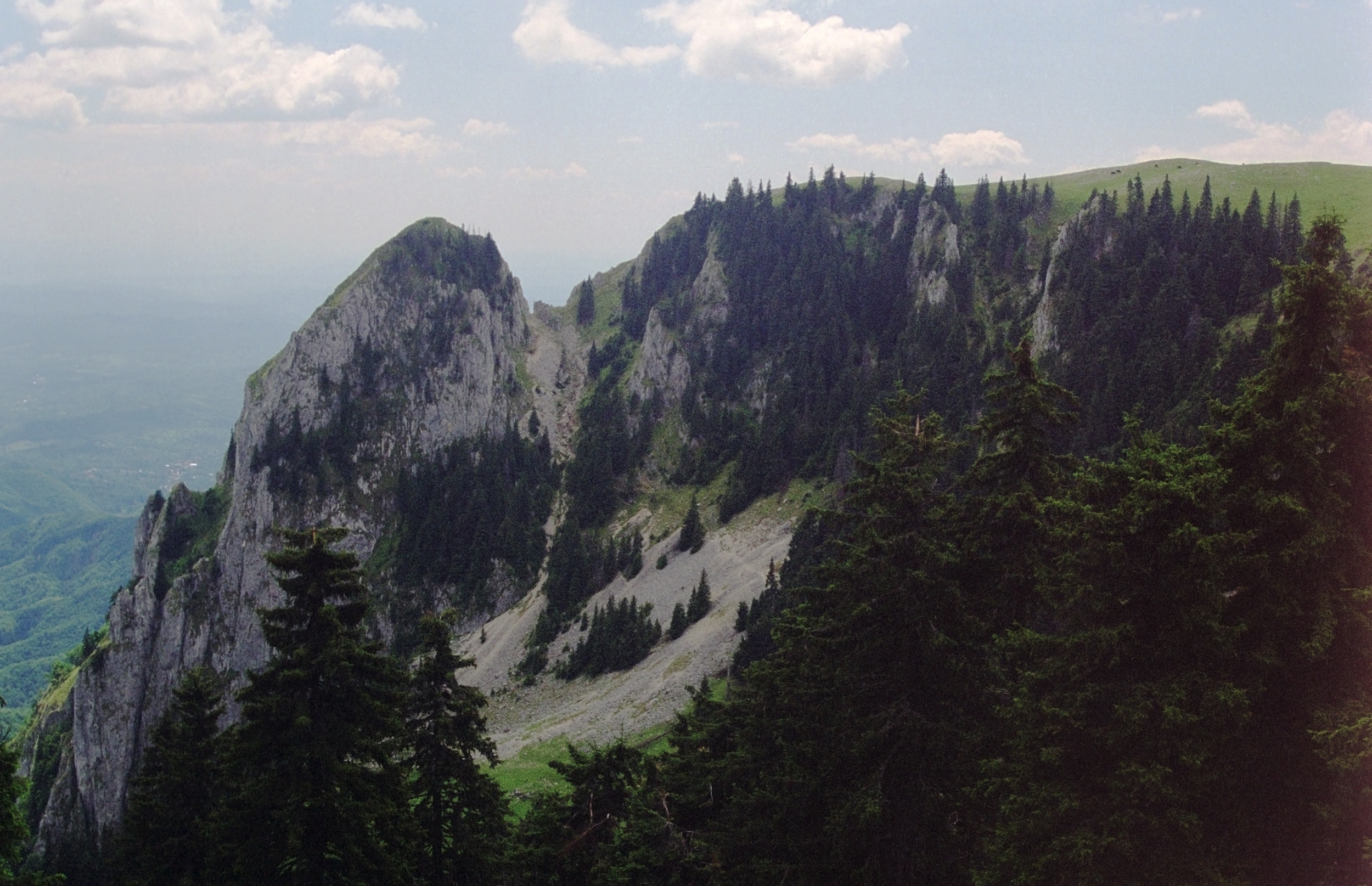
Národní park Buila-Vânturarița
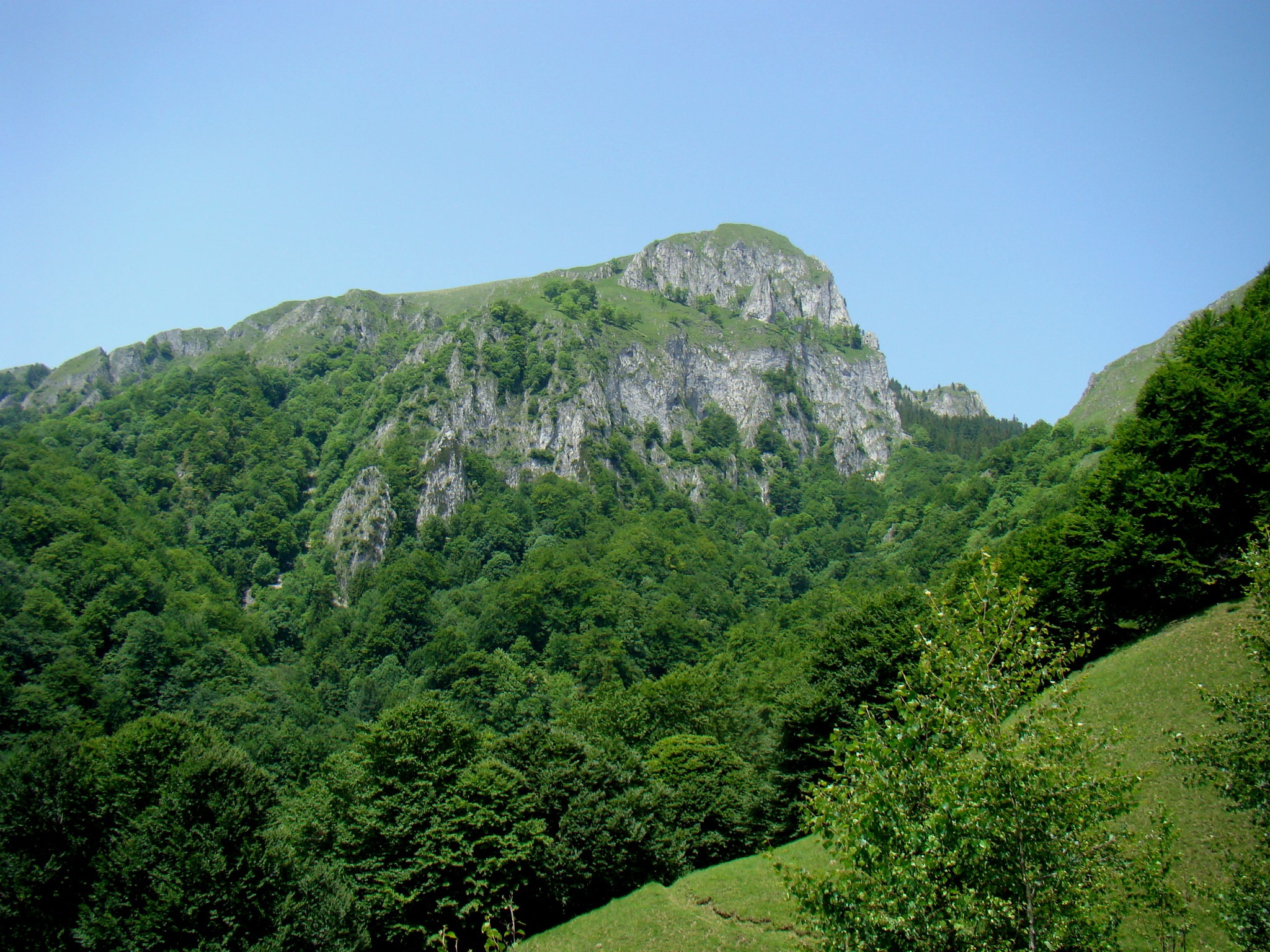
Masiv Buila
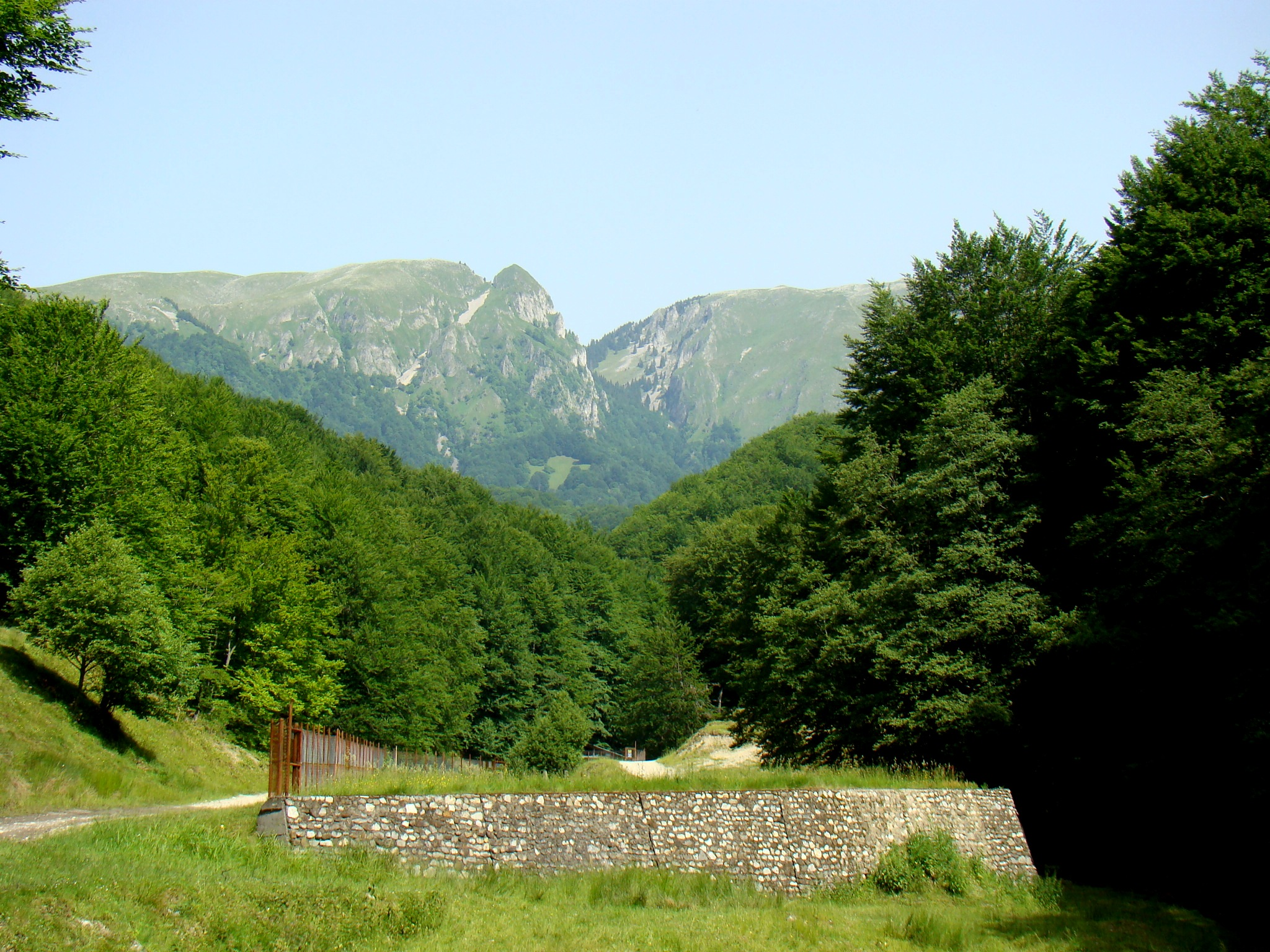
Hřeben Buily viděn z údolí Otasaului